# Zindanmuruqqışlaq
Zindanmuruqqışlaq è un comune dell'Azerbaigian situato nel distretto di Qusar. Conta una popolazione di 434 abitanti.